# Premio Cámara de Oro
El Premio Cámara de Oro (en alemán: Verleihung der Goldenen Kamera o simplemente Goldene Kamera) es un premio anual de la televisión alemana, cuyo nombre es Cámara en memoria de Lilli Palmer y Curd Jürgen (en alemán: Lilli-Palmer-und-Curd-Jürgens-Gedächtniskamera) que es entregado por la revista alemana de televisión HÖRZU. Incluye un premio en efectivo de 20,000 euros.

## Historia
El premio estaba destinado exclusivamente a la televisión alemana y fue entregado por primera vez en 1966 pero desde 1987 se ha premiado también a artistas internacionales, y en 1995 las categorías se ampliaron a otros intereses públicos, tales como los grupos pop y organizaciones como, por ejemplo, Greenpeace.
El acto de entrega se realiza generalmente a principios de febrero en Berlín, pero también tuvo lugar en Hamburgo cinco veces y una vez en Dortmund.

## Estatuilla
Wolfram Beck creó la estatuilla basándose en la cámara Farnsworth, la primera cámara electrónica del mundo. El trofeo consta de plata esterlina chapada en oro de 18 quilates, mide 25 cm de alto y pesa 800 gramos.

## En la cultura popular
En 2001, la banda alemana de metal industrial Rammstein, sacaría su videoclip Ich Will, donde se referenciaría al principio la estatua del premio Goldene Kamera.